# Ömer Aysan Barış
Ömer Aysan Barış (* 23. Juli 1982 in İzmit) ist ein türkischer ehemaliger Fußballspieler.

## Karriere
Ömer Barış begann seine professionelle Karriere bei Kocaelispor. Er gab sein Debüt am 22. Dezember 2000 im Ligaspiel gegen Fenerbahçe Istanbul. In der Saison 2001/02 gewann Ömer mit Kocaelispor überraschend den türkischen Pokal. Sie besiegten im Finale den Favoriten Beşiktaş Istanbul deutlich mit 4:0. Eine Saison später stieg jedoch die Mannschaft in die 2. Liga ab. Trotzdem blieb Barış seiner Mannschaft treu.
Zur Saison 2005/06 wechselte Ömer Barış zum Zweitligarivalen Bursaspor. Ihm gelang mit der Mannschaft der Wiederaufstieg in die Turkcell Süper Lig. Nach drei Jahren bei Bursaspor wurde er von Ankaraspor verpflichtet. Er blieb eine Saison in der Hauptstadt und verließ sie danach. Ankaraspor wurde in der Saison 2009/10 aus der Turkcell Süper Lig ausgeschlossen; die Spieler konnten daraufhin ablösefrei ihren Verein wechseln. Ömer Aysan Barış tat dies und wechselte zu Trabzonspor. Nach einer Saison und vierzehn Spielen wurde sein Vertrag nicht verlängert und er heuerte bei Manisaspor an.
Zum Sommer 2012 wurde sein Wechsel zum Erstligisten Mersin İdman Yurdu bekanntgegeben. Hier wurde sein Vertrag bereits nach einem Jahr aufgelöst. Nachdem Barış das nächste halbe Jahr vereinslos geblieben war, wechselte er im Frühjahr 2014 zum Zweitligisten Şanlıurfaspor. Im April 2014 löste er nach gegenseitigem Einvernehmen mit der Vereinsführung seinen Vertrag auf und verließ diesen Klub.

## Erfolge
- Türkischer Pokalsieger in der Saison 2001/02 mit Kocaelispor.
- Aufstieg mit Bursaspor in die Turkcell Süper Lig